# Cecilia Tait
Cecilia Roxana Tait Villacorta, nota semplicemente come Cecilia Tait (Lima, 5 marzo 1962), è una politica ed ex pallavolista peruviana, vincitrice della medaglia d'argento ai Giochi olimpici di Seul 1988 con la nazionale del Perù.

## Biografia

### Carriera sportiva
Cecilia Tait nacque a Lima e fu cresciuta da una madre single in un contesto molto povero nel difficile distretto di Villa María del Triunfo. Nel 1976, ancora studentessa, cominciò a giocare a pallavolo con la squadra del Bancoper. Dalla stagione successiva, fu convocata in nazionale.
Prese parte ai Giochi olimpici di Mosca nel 1980, dove la squadra peruviana si piazzò sesta. Alle Olimpiadi di Los Angeles nel 1984, persero la partita per il terzo posto contro il Giappone e dovettero accontentarsi della quarta piazza.
Nel 1982 vinse la medaglia d'argento ai Mondiali di pallavolo giocati in casa. Quattro anni più tardi, salì nuovamente sul podio vincendo il bronzo ai Mondiali in Cecoslovacchia. Dopo altri successi ai Giochi panamericani, ai Goodwill Games e ai campionati sudamericani, Cecilia Tait fu parte della squadra nazionale che vinse l'argento olimpico a Seul 1988. In quell'occasione, fu indicata come MVP del torneo olimpico. In seguito alle Olimpiadi, Cecilia Tait si ritirò dalla nazionale.
Si trasferì in Italia, dove giocò per alcune stagioni nella serie A1 del campionato italiano. Militò nella squadra del Reggio Emilia, con la quale vinse una Challenge Cup.
In seguito, tornò a giocare nel continente americano: fu capitana della squadra di San Paolo del Brasile, il Sadia Esporte Clube. A causa di un serio infortunio al ginocchio subito proprio mentre giocava in Brasile, fu costretta a ritirarsi dall'attività sportiva.
Durante la sua carriera agonistica, Cecilia Tait era soprannominata La zurda de oro (lett. "la mancina d'oro").

### Carriera politica

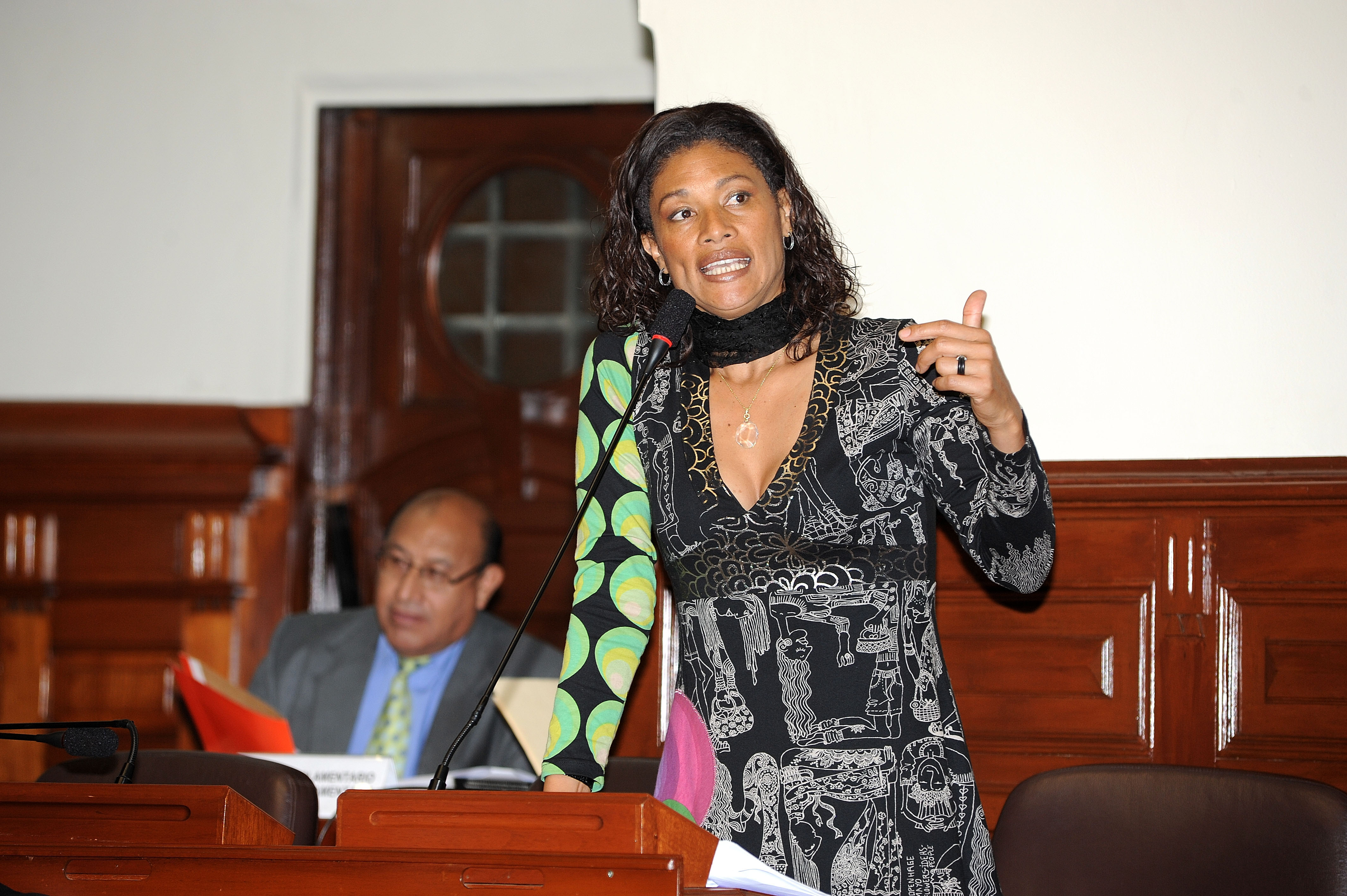
Cecilia Tait durante un intervento al Congresso nel 2011

In seguito al termine della sua carriera sportiva, si dedicò alle attività sociali: fu fondatrice dell’associazione "Cecilia Tait – Talent Seeker", dedicata a promuovere la pallavolo tra le ragazze in condizioni socio-economiche difficili e lavorò molto per garantire fondi economici che permettessero ai giovani peruviani di rappresentare la propria nazione a livello internazionale praticando sport. Questo impegno civico la portò ad entrare in politica, candidandosi al Congresso per il seggio dell'area metropolitana di Lima alle elezioni generali del 2000. Cecilia Tait riuscì ad essere eletta e fu riconfermata anche nella tornata elettorale successiva, sempre come esponente del partito Perù Possibile.
Rieletta deputata nel 2011 come capolista di Perù Possibile, lasciò il partito in polemica nel 2013. Lasciò poi anche il gruppo parlamentare Unión Regional in cui erano confluiti i dissidenti.
In seguito alla conclusione del mandato, Cecilia Tait tornò ad occuparsi di sport. Dapprima membro del consiglio di amministrazione della FIVB, nel 2023 venne eletta all'unanimità membro del CIO. Fu la prima donna peruviana a riuscirci.

### Vita personale
Divorziata dal primo marito con cui aveva avuto una figlia, alla soglia dei quarant'anni ebbe un'altra figlia dal suo secondo compagno, il cronista del Miami Herald Tyler Bridges.
È sopravvissuta ad un linfoma di Hodgkin, divenendo una testimonial della prevenzione.
Cecilia Tait è stata la prima sudamericana ad essere inclusa nella Volleyball Hall of Fame. Nel 2003 ha ricevuto la Medaglia Pierre de Coubertin.

## Palmarès
- Olimpiadi
  -  Argento a Seul 1988

- Campionato mondiale femminile di pallavolo
  -  Argento a Perù 1982
  -  Bronzo a Praga 1986

- Goodwill Games
  -  Argento a Mosca 1986

- Giochi panamericani
  -  Argento a San Juan 1979
  -  Argento a Indianapolis 1987
  -  Bronzo a Caracas 1983

- Campionato sudamericano femminile di pallavolo
  -  Oro a Rosario 1979
  -  Oro a San Paolo 1983
  -  Oro a Caracas 1985
  -  Oro a Punta del Este 1987
  -  Argento a Santo André 1981